# Igino Eugenio Cardinale
Mons. Igino Eugenio Cardinale (14. října 1916, Fondi, Lazio – 24. března 1983, Brusel) byl italský katolický kněz, arcibiskup a vatikánský diplomat.

## Stručný životopis
Již ve dvanácti letech se rozhodl stát knězem. vysvěcen byl ve 24 letech a inkardinován do neapolské arcidiecéze. Následně se připravoval na diplomatickou službu na Papežské církevní akademii. Do diplomatické služby Svatého stolce vstoupil v roce 1946 a působil na nunciaturách v Egyptě, Palestině, Jordánsku, Arábii a Kypru. Ze zdravotních důvosů se v roce 1952 vrátil do Vatikánu, kde působil na Státním sekretariátu. Roku 1961 se stal podsekretářem přípravné komise II. Vatikánského koncilu. 
V říjnu 1963 jej papež Pavel VI. jmenoval arcibiskupem a apoštolským delegátem v Británii; ještě v témže měsíci mu osobně udělil biskupské svěcení. Roku 1969 byl jmenován nunciem v Belgii, přičemž se stal také nunciem v Lucembursku. V roce 1970 byla navíc jmenován prvném nunciem při Evropské obchodní unii a stálým pozorovatelem Svatého stolce u Rady Evropy. Všechyn tyto funkce zastával až do své smrti v roce 1983. Zemřel v Bruselu na otravu krve ve věku 66 let. 

## Dílo
- Cardinale Igino, Le Saint-siège et la diplomatie : aperçu historique, juridique et pratique de la diplomatie pontificale, Paris : Desclée, 1962 (později i anglická verze)
- Cardinale Igino (ed. Peter Bander van Duren), Orders of knighthood, awards, and the Holy See, Gerrards Cross : Van Duren, 1985, 3.ed.